# الحزب الاشتراكي الأمريكي
الحزب الاشتراكي الأمريكي (بالإنجليزية: Socialist Party of America) هو حزب سياسي أمريكي، أسس في 1901، وحل في 31 ديسمبر 1972، يقع مقره في واشنطن.

## أعضاء بارزون
- كود سباركل
- تحديث القائمة

- هيلين كيلر
- كارل ساندبيرغ
- دو بويز
- أبتون سنكلير
- ماري هاريس جونز
- ثورستين فيبلين
- مارغريت سانغر
- جون ريد (صحفى)
- يوجين فيكتور دبس
- تشارلز بروتيوس شتاينميتز